# Sasser (Georgia)
Sasser è un comune degli Stati Uniti d'America, situato nello Stato della Georgia, nella contea di Terrell.